# Gare de Longueil-Sainte-Marie
Pour les articles homonymes, voir Gare de Sainte-Marie.
Ne doit pas être confondu avec Gare de Longueil-Annel.
La gare de Longueil-Sainte-Marie est une gare ferroviaire française de la ligne de Creil à Jeumont, située sur le territoire de la commune de Longueil-Sainte-Marie, à 4 km de Verberie, dans le département de l'Oise, en région Hauts-de-France.
C'est une gare de la Société nationale des chemins de fer français (SNCF), desservie par des trains TER Hauts-de-France.

## Situation ferroviaire
Établie à 35 m d'altitude, la gare de Longueil-Sainte-Marie est située au point kilométrique (PK) 71,271 de la ligne de Creil à Jeumont, entre les gares de Chevrières et du Meux - La Croix-Saint-Ouen.

## Histoire
Le nom initial de la gare était « Verberie », jusqu'à cette commune voisine plus importante que Longueil-Sainte-Marie n'obtienne sa propre gare sur la ligne d'Ormoy-Villers à Boves, ouverte le 31 juillet 1882. Cette ligne croisait la ligne de Creil à Jeumont perpendiculairement par un pont au-dessus de la sortie est de la gare de Longueil-Sainte-Marie. Elle était indirectement reliée à la gare par le raccordement de Longueil, partant du milieu du grand faisceau de remisage en direction du nord-est. Ce raccordement était utilisé par les trains de marchandises Creil - Montdidider par Estrées-Saint-Denis et retour, ainsi que par l'autorail direct Cambrai - Paris et retour, supprimés à partir du 1er avril 1970. Cet autorail n'avait pas d'arrêt commercial à Longueil-Sainte-Marie, le raccordement étant de toute façon dépourvu de quai. La commune disposait par contre d'une halte sur la ligne d'Estrées-Saint-Denis et Boves, située à l'est du bourg. Il était desservi par des navettes entre Verberie et Estrées-Saint-Denis, cinq fois par jour et par sens jusqu'à la Première Guerre mondiale puis trois fois par jour et par sens jusqu’au 15 mai 1939, date de suppression du service. La section comprise entre la bifurcation d'Ageux et Estrées-Saint-Denis, avec le raccordement de Longueil, a été neutralisée fin 1973, tout en bénéficiant toujours d'un entretien minimum pour des raisons stratégiques. Puis la section a finalement été déclassée le 11 juillet 1994,,.

## Service des voyageurs

### Accueil
Gare SNCF, elle dispose d'un bâtiment voyageurs, avec guichet, ouvert tous les jours.
Un passage planchéié permet la traversée des voies et le passage d'un quai à l'autre.

### Desserte
Longueil-Sainte-Marie est desservie par des trains TER Hauts-de-France qui effectuent des missions entre les gares de Paris-Nord et de Compiègne. En 2009, la fréquentation de la gare était de 154 voyageurs par jour.

### Intermodalité
Un parking pour les véhicules y est aménagé. La gare est desservie par les lignes 661 et 6310 du réseau interurbain de l'Oise.